# Antinoos (Sternbild)

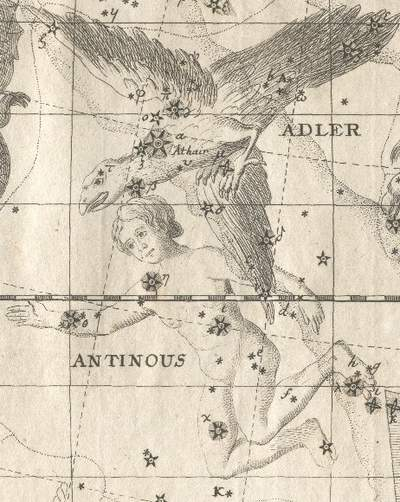
Historische Darstellung des Sternbilds Antinoos

Der südliche Teil des Sternbilds Adler war bis ins frühe 19. Jahrhundert auch als Antinous bekannt.
Antinous war ein Günstling des Hadrian, dessen legendenhafte Selbstopferung im Nil für seinen Imperator durch dieses Sternbild gewürdigt wurde. Antinous wurde damit dem Ganymed gleichgesetzt. Die Abbildung stammt von 1782, aus Johann Elert Bodes Atlas Vorstellung der Gestirne und zeigt das Sternbild, wie es in den antiken Quellen beschrieben wird.

## Belege
1. ↑  Wilhelm Vollmer, Wörterbuch der Mythologie: Antinous
2. ↑  Meyers Großes Konversations-Lexikon: Antinous
3. ↑  Gerhard Fasching, Sternbilder und ihre Mythen, Springer-Verlag Wien GmbH, 1993, S. 69
4. ↑  J. E. Bode, Allgemeine Beschreibung und Nachweisung der Gestirne nebst Verzeichniß der geraden Aufsteigung und Abweichung von 17240 Sternen, Doppelsternen, Nebelflecken und Sternhaufen, Berlin, 1801, S. 10
5. ↑  Karl Ernst Georges, Ausführliches lateinisch-deutsches Handwörterbuch: Antinous